# J.-H. Rosny aîné
J.-H. Rosny aîné (mais velho) era o pseudônimo de Joseph Henri Honoré Boex (17 de fevereiro de 1856 – 11 de fevereiro de 1940), escritor francês de origem belga considerado como um dos pioneiros da moderna Ficção científica. 

## Biografia
Nascido em Bruxelas escreveu junto com seu irmão Justin François Boex sob o pseudônimo J. H. Rosny até 1909. Com o fim da parceria nesse ano, Joseph Boex continuou a escrever como "Rosny aîné" (Rosny mais velho), enquanto seu irmão passou a ser J.-H. Rosny jeune (Rosny mais jovem).
Em 1897 Joseph Boex recebeu a Medalha Francesa da Légion d'honneur e em 1903 foi indicado para o primeiro Júri do Prêmio Goncourt junto com o irmão mais novo. J.-H. Rosny “mais velho” esteve envolvido com a “Academia Goncourt” e foi seu presidente em 1926. Morreu em Paris em 1940.

### Dificuldades
Escritor pobre e sem leitores, sob a pressão de muitos filhos, frutos de dois relacionamentos, foi muito fértil e criativo. Teve a colaboração do irmão o que causou muita confusão quanto às reais autorias. Dos 106 volumes publicados somente ao seu crédito, ou como J.H. Rosny ainé, se juntaram mais 47 de autoria dúpla. Em 1935 ambos irmãos reconhecerem que desses 47 publicados por ambos, 16 haviam sido escritos pelo mais jovem

## Obras pricipais
Rosny Aîné apresenta em suas obras um estilo muito próximo a H. G. Wells ou Olaf Stapledon nos seu modo de lidar com suas narrativas e também na conceituação. Trata-se, sem nenhuma dúvida da figura mais importante da ficção científica moderna da França depois de Júlio Verne. Entre suas obras se destacam:
- Les Xipehuz (1887): primeira história curta escrita por Rosny, onde humanos de tempos primitivos (uns mil anos antes da era babilônica) se defrontam com seres extraterrestres ou de origem desconhecida que parecem pretender extinguir e substituir a raça humana. Os seres se assemelham a cones, cilindros, também massas verticais estratificadas. Têm cores cambiantes e iridescentes, deslocam-se com enorme velocidade e seu toque fulmina os animais ou homens atingidos. São de natureza aparentemente mineral, metálica, têm reprodução “trissexual” e vão aumentando sua área de domínio à medida que sua população se amplia. Pela primeira vez seres alienígenas foram descritos na literatura sem serem antropomórficos. Narra-se a saga de um herói e seu veloz cavalo que lidera os humanos na guerra contra os invasores.
- Un Autre Monde (Um outro mudo - 1895) mostra os humanos compartilhando nosso mundo com duas espécies de seres completamente bidimensionais, planos, os “Moedingen”, ligados à terra e os “Vuren”, ligados ar. Tais raças são invisíveis e imperceptíveis aos homens, apenas um Mutante, cujos sentidos são superiores aos das demais pessoas podem percebe-los.
- Le Cataclysme (O Cataclisma - 1896) – toda uma região da França vêm as leis físicas da natureza serem alteradas com a chegada de uma entidade “Eletromagnética” vinda do espaço exterior.
- La Mort de la Terre (A Morte da Terra - 1910) – a história se passa num futuro distante quando tudo na terra está seco, estéril, devastado. Os humanos se vêm diante de uma espécie de seres metálicos, amorfos, os "Ferromagnetals", que ameaçam substituir a humanidade, numa das mais angustiantes narrativas sobre o fim de nossa espécie.
- La Force Mystérieuse (A Força Misteriosa - 1913) narra a destruição de partes do Espectro Luminoso por uma força misteriosa, possivelmente alienígena que, por um certo tempo, têm a mesma aparência dos humanos. Há um enorme pânico, enquanto a terra vai gradativamente esfriando. deadly cooling of the world.
- L'Énigme de Givreuse (O Enigma de Givreuse - 1917) nptável novela acerca de “clonagem”, onde um ser humano é “bipartido” em dois idênticos e cada acredita ser o original.
- La Jeune Vampire (A jovem vampira - 1920), onde pela primeira vez o “vampirismo” é descrito com algo hereditário, transmissível pelo nascimento.
- L'Étonnant Voyage d'Hareton Ironcastle (A Incrível jornada Castelo de Ferro Hareton - 1922) é uma aventura mais tradicional, onde exploradores descobrem eventualmente um fragmento de um mundo exterior à terra, o qual está fixo à mesma com sua flora e fauna. Essa história foi recontada por Philip José Farmer.
- Les Navigateurs de l'Infini (Os navegadores do Infinito - 1925) – Obra Prima de Rosny na qual surge pela primeira vez o termo “Austronáutica”. O herói criado por Rosny viaja para Marte na Nave especial “Stellarium”, que é movida a Gravidade Artificial e feita de “Argina”, um material transparente e indestrutível. Em Marte os humanos fazem contato com seres gentis e pacíficos que têm três patas, seis olhos. Esses seres estão lentamente sendo extintos, sendo substituídos por “Zoomorphs, seres similares aos “Ferromagnetals” de La Mort de la Terre. Uma jovem fêmea de Marte capaz de gerar filhos de forma partogênica, apenas por desejar faze-lo, dá a luz a uma criança apenas ao se apaixonar por um dos humanos naquele que é sem dúvida o primeiro “romance” registrado em literatura entre um homem e uma fêmea alienígena. Isso levará a um novo nascimento de uma raça marciana com a ajuda de homens terráqueos, visando uma reconquista do planeta.
- Mais quatro obras, essas do gênero ficção pré-histórica:
  - Vamireh (1892), traduzido em 1905 como Vamiré: um Romance dos Tempos Primitivos por Cândido de Figueiredo.
  - Eyrimah (1893)
  - La Guerre du feu (1909) - adaptado no filme A Guerra do Fogo de Jean-Jacques Annaud (1982).
  - Le Félin Géant (O Gato gigante - 1918) ou “A procura do homem do alvorecer”
  - Helgvor du Fleuve Bleu (Helgvor do Rio Azul - 1930). Combinação as noções de drama moderno com a habilidade de renegar as ideias das primeiras eras do homem como um paraíso colorido, visão domi
  - inante até então.